# Michel Kerautret
Michel Kerautret est un historien français.

## Biographie

### Formation
Né en 1949 à Paris, Michel Kerautret est ancien élève de l'École normale supérieure (promotion 1970) et agrégé de lettres classiques (1975).

### Carrière
Il a enseigné au lycée français de Berlin et à l'École pratique des hautes études, avant d'entrer au service des comptes rendus de l'Assemblée nationale.
Les travaux historiques de Michel Kerautret portent principalement sur les relations franco-prussiennes aux XVIIIe et XIXe siècles, ainsi que sur les relations internationales à l'époque de Napoléon Ier.

## Publications
- La littérature française du XVIIIe siecle, 1983 / 2002 (Que sais-je ?)
- Histoire de la Prusse, 2005 / 2010 (Seuil)
- Avec Roger Dufraisse (de), Nouvelle Histoire de la France contemporaine, tome 5 : La France napoléonienne, aspects extérieurs. 1799-1815 (Seuil) 1999 / 2008
- Les grands traités du Consulat et de l'Empire, 3 volumes, 2002-2004 (Nouveau Monde)
- Un crime d'État sous l'Empire. L'affaire Palm, Vendémiaire, 2016 (avec la traduction inédite du pamphlet L'Allemagne dans son profond abaissement) (prix Mauguin de l'Institut)
- Eugène de Beauharnais, le fils et vice-roi de Napoléon, Tallandier, 2021 (prix de la Fondation Napoléon)
- Napoléon et la Prusse, Éditions du Cerf, 2022

## Distinctions

### Récompense
- Prix Georges-Mauguin 2017 pour Un crime d'État sous l'Empire[2].
- Grand prix de la Fondation Napoléon 2021 pour Eugène de Beauharnais, le fils et vice-roi de Napoléon.